# Organisationsberatung
Organisationsberatung bezeichnet externe Beratungsleistung, die das Ziel hat, den Aufbau und Ablauf in einer Organisation zu verbessern. Dabei werden Informationen eingeholt, um die Organisation zu analysieren und darauf aufbauend Ratschläge zu entwickeln.
Organisationsentwicklung hingegen ist ein Konzept zur Umsetzung eines geplanten sozialen Wandels in Organisationen, bei dem die Veränderung von innen heraus erfolgt.

## Begriffsabgrenzung
Es wird zwischen der „klassischen“ Organisationsberatung im technischen Sinne und der weiter unten näher ausgeführten, von sozio- und psychologischen Fragestellungen geprägten Organisationsberatung unterschieden.
Bei der klassischen Organisationsberatung werden z. B. die Informations- und Arbeitsabläufe sowie die Informationsspeicher und -bearbeiter untersucht und die Vorgänge und damit auch die Effektivität / Effizienz der Organisation und deren „Output“ optimiert. Es sind dabei nicht nur Personen, sondern auch Maschinen, Werkzeuge, Verfahren und Orte und Prozesse betroffen.
Bei der Organisationsberatung ist zu berücksichtigen, dass den Vorstellungen, die die einzelnen Akteure in der Beratungssituation voneinander haben, eine große Bedeutung zukommt. Die Beratungsprozesse finden außerdem immer in einem eigens dafür geschaffenen System statt. Diese Umstände unterscheiden sich vom Alltagsgeschehen in der Terminplanung und in den Umgangsformen. Die Struktur wird durch den Berater in Form von Fragen bestimmt.
Die Organisationsberatung unterstützt Teilsysteme einer Organisation (Team, Arbeitsgruppe, Projektgruppe, Sektion u. a.) und zielt auf eine Verbesserung der Kommunikations-, Kooperations- und Organisationsfähigkeit der Subsysteme und ihrer internen Vernetzung ab.
Organisationsberatung bezieht sich auf das vorhandene Entwicklungspotential in einer Organisationseinheit. Sie ist ein Prozess, in dem sich die Betroffenen der organisationalen, strukturellen und persönlichen Vernetzungen bewusst werden und diese Erkenntnisse in zweckmäßiges Handeln umsetzen. Die Bewusstheit wächst aus der gemeinsamen Bearbeitung von Problemsituationen und aus der Reflexion von Selbst- und Fremdbeobachtung.
Die Organisationsberatung zielt auf eine Konkretisierung der Aufgaben und Kompetenzen ab, klärt Interessen, lässt Barrieren erkennen, ermöglicht das Suchen und Nutzen von neuen Verständigungswegen und fördert die Konfliktfähigkeit. Die Beratungsarbeit unterstützt die Entwicklung der Mitglieder und der Organisationseinheiten durch das Sichtbar- und Erlebbarmachen von Stärken und Fähigkeiten.
Organisationsberater arbeiten mit den Instrumenten der Supervision und der Teamentwicklung. Ihre Aufgabe ist es, die organisationseigenen Kräfte zu mobilisieren und zusammenzuführen.

Ein soziologisches Verständnis von Organisationsberatung zielt darauf ab, dass auf Basis von Beratung, die Organisation als Ganzes zur Selbständerung angeregt wird. Nicht direkte Intervention und Umsetzung stehen im Mittelpunkt, sondern „Hilfe zur Selbsthilfe“ (Subsidiarität). 
Organisationsentwicklung
Organisationsentwicklung ist ein geplanter, systematischer Prozess, in dem die Mitarbeiter die Organisation von innen heraus verbessern und sie effektiver gestalten. Der Schwerpunkt liegt auf der Organisationsstruktur, den Kommunikations- und Entscheidungsprozessen, der Organisationskultur. Der Prozess ist selbstgesteuert und aktionsorientiert. Die Organisationsentwickler initiieren, gestalten und begleiten den Prozess.

## Merkmale

### Die 3 Ebenen des Beratungsprozesses
1. Zeitliche Ebene
2. Sachliche Ebene
3. Soziale Ebene
Jede Beratung ist also ein Prozess, der zeitlich markiert ist, eine bestimmte Sache zum Thema hat und verschiedene Handlungsträger in unterschiedlicher Weise betrifft.
Wichtige Grundannahmen:
- Veränderung kann nicht von außen in Systeme hineingetragen werden.
- Die Verhaltensweisen und Einstellungen sind für den Wandel wesentlich.
- Jede Entwicklung einer Organisation kann nur über ihre Mitglieder stattfinden.
- Es wird angenommen, dass jedes Unternehmen zwei gleichrangige Ziele verfolgt: wirtschaftliche Effizienz und optimale Arbeitsverhältnisse für die Beschäftigten.

## Anwendung
Im Wesentlichen gibt es drei Anlässe für Organisationsberatung:
1. Strategische Positionierung
2. Reorganisation des gesamten Unternehmens oder
3. Eigentümerwechsel

## Arten von Beratern
- Trainer: Sind immer Experten auf ihrem Gebiet, und verfügen über eine pädagogische Ausbildung. Sie wissen was der andere zu lernen hat und wie sie dieses Wissen vermitteln können.

- Moderator: Steuert die Leistung einer Gruppe – wirkt auf sie ein.

- Mediation: Mediation ist eine Methode der Konfliktregelung, wobei ein Dritter außergerichtlich eine Kooperation zwischen den Parteien zu schaffen versucht.

- Gutachter: Beratungsähnliche Experten, die schriftliche Expertise abgeben. Mit Abgabe des Gutachtens ist seine Aufgabe erledigt.

- Fachberatung: Beratungsform, die sich auf die sachliche Bearbeitung eines, meist vom Auftraggeber definierten, inhaltlichen Problems konzentriert oder beschränkt.

- Prozessberatung: Ist rein auf die soziale Dimension beschränkt (meist auf das innerbetriebliche Geschehen). Zielt auf die Interaktions- und Handlungsmuster der Teilnehmer ab.

- Coaching: Ein Experte hilft einem Mitarbeiter bei der Problemlösung.

- Supervision: Berufsspezifische Unterstützung und Entwicklung von Handlungskompetenz. Das Verfahren stammt aus den Bereichen der Sozialarbeit und der Psychotherapie.

## Arten der Anwendung
- Interne Berater:

Darunter werden Angehörige eines eigenen Bereichs im Unternehmen verstanden die ausschließlich Beratung als Dienstleistung anbieten. Sie sind meist nur in Großunternehmen vertreten, wo sich vor allem die Personal- und Organisationsbereiche, aber auch die EDV-Abteilungen als solche Berater zu erkennen geben. Einen besonderen Fall stellen hier die Controller dar.
Interne Berater haben den Vorteil, dass sie oft kostengünstiger sind als externe und außerdem den Betrieb genau kennen. Das kann sich auch negativ auswirken: Manchmal kommt es zu der sogenannten „Betriebsblindheit“ bei längerer Beschäftigung in einem Unternehmen.
- Manager auf Zeit

Ein Beratungsunternehmen stellt einem Unternehmen einen „Berater“ zur Verfügung.
- Sanierungsberater

Eine extreme Variante des „Managers auf Zeit“ ist der sogenannte Krisenmanager. Mit dieser verantwortungsvollen Tätigkeit ist ein besonders hohes Ausmaß an Handlungsvollmacht, Weisungsrecht und Verantwortung für alle im Unternehmen zu treffenden Entscheidungen verbunden. Sanierungsberater werden nur eingesetzt, wenn das bisherige Management versagt hat.